# Armadillagraecia mataranka
Armadillagraecia mataranka is een rechtvleugelig insect uit de familie sabelsprinkhanen (Tettigoniidae). De wetenschappelijke naam van deze soort is voor het eerst geldig gepubliceerd in 2010 door Rentz, Su, Ueshima & Robinson.